# فيكتور غوزمان (لاعب كرة قدم)
فيكتور غوزمان (بالإسبانية: Víctor Guzmán Olmedo)‏ هو لاعب كرة قدم مكسيكي في مركز الدفاع، ولد في 7 مارس 2002 في تيخوانا في المكسيك. لعب مع نادي تيخوانا.

## وصلات خارجية
- فيكتور غوزمان (لاعب كرة قدم) على موقع قاعدة بيانات كرة القدم.إي يو (الإنجليزية)
- فيكتور غوزمان (لاعب كرة قدم) على موقع Soccerway.com (الإنجليزية)
- فيكتور غوزمان (لاعب كرة قدم) على موقع عالم كرة القدم.نت (الإنجليزية)